# Jonny Lang

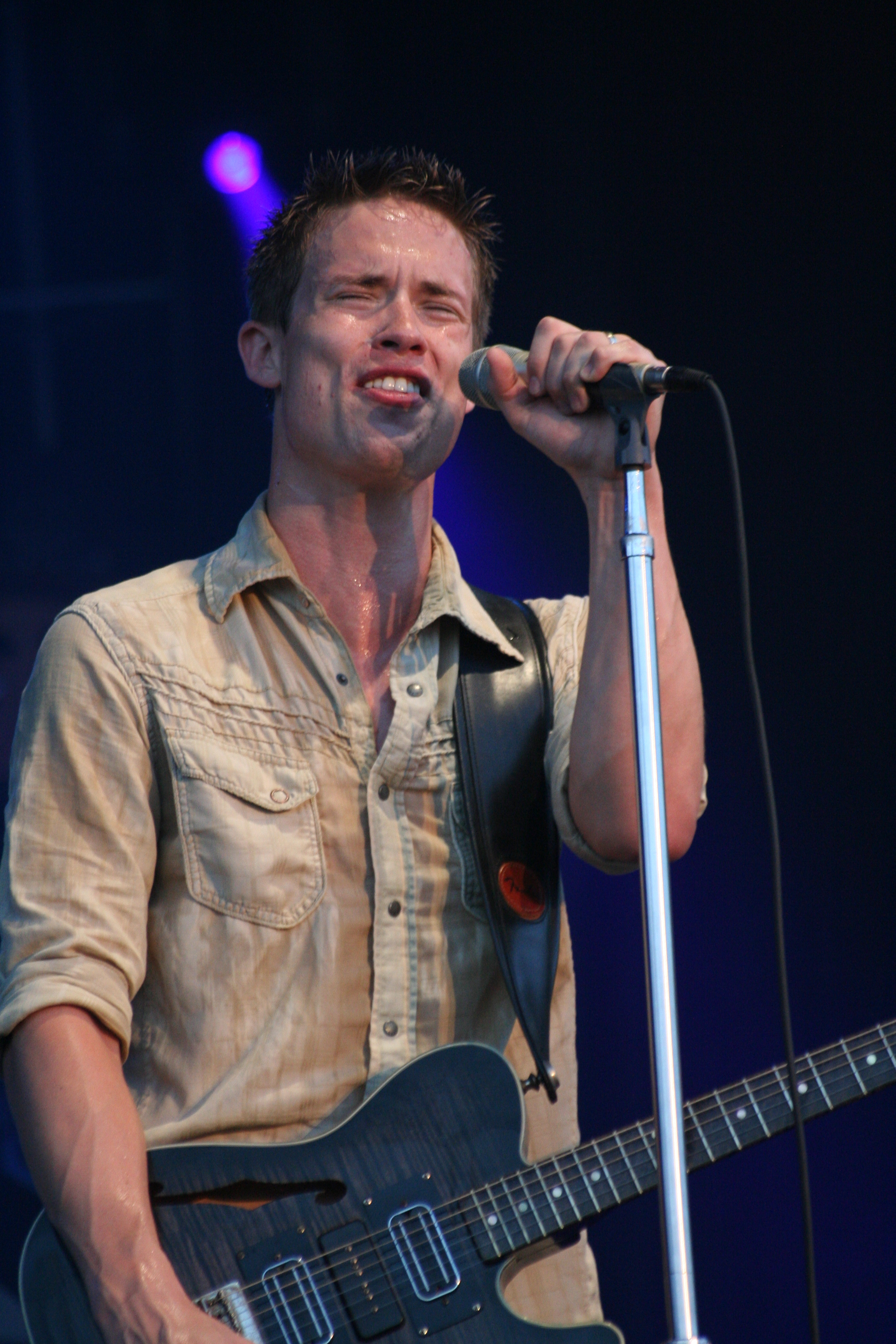
Jonny Lang 2007

Jonny Lang, egentligen Jon Gordon Langseth, Jr, född 29 januari 1981 i Fargo, North Dakota, USA, är en amerikansk bluessångare och gitarrist.
Som 14-åring släppte Lang 1995 sitt första album Smokin', som Jonny Lang & The Big Bang. Hans femte album, Turn Around från 2006, gav honom en Grammy i kategorin Best Rock or Rap Gospel Album. Han medverkade som gästartist i filmen Blues Brothers 2000. 

## Diskografi
- 1995 – Smokin'
- 1997 – Lie to Me
- 1998 – Wander This World
- 2003 – Long Time Coming
- 2006 – Turn Around
- 2013 – Fight for my soul